# Тлемсен (национальный парк)
Тлемсен (араб. الحديقة الوطنية تلمسان‎) — один из новых национальных парков Алжира. Расположен на севере страны в провинции Тлемсен. Назван в честь одноимённого города, расположенного рядом с парком. В парке находятся леса «Ифри», «Зариффет» и «Эйн Фезза», водопады и клифы «Эль Аврит», множество археологических достопримечательностей, а также руины Мансура, древнего города на месте которого и был построен Тлемсен, «Мечеть Сиди Бумедин» — покровителя Тлемсена.